# أسترونيزيا
أسترونيزيا، تاريخياً، هو مُصطلحٌ يُشير إلى المَوطِنِ الأصلي للشعوب التي تتحدث اللغات الأسترونيزية والتي تتضمن اللغة المالاوية (الماليزية-الإندونيسية) والفلبينية واللغات الباسيانية ولغة إيلوكانو والجاوية والملغاشية واللغات البولينيزية والفيجية ولغات فورموسان التايوانية والتيتومية، إضافةً إلى حوالي عشرة آلاف لغةٍ أخرى.
ويعتقد اللغوييون أن الموطن الأصلي للأسترونيزيين هو تايوان قبل التاريخية.

## اللغة
لقد اعتُبرت اللغات الأسرونيزية لعقودٍ مجالاً مترابطاً للدراسة. ولقد حظيت اللغويات الأسرونيزية باهتمام كبير. وتُجسد اللغويات الأسرونيزية والثقافة سياقاتٍ هرمية محددة والمُتضمَّنة في الصيغة اللغوية. وقد حدثت نقاشات ذات اعْتبار حول هذه اللغات في إندونيسيا. كما اكْتُشفت الارتباطات الأثرية بين العالم الأسترونيزي كذلك.

## تأثيل المصطلح
إنّ أصل الاسم «أسترونيزيا» مكونٌ من مقطعين؛ الأول مأخوذٌ من اللاتينية من الكلمة "austrālis" بمعنى «جنوبي»، أما الثاني فمأخوذٌ من اليونانية من الكلمة (νήσος" (nêsos" والتي تعني «جزيرة». ومع ذلك، فإن الكلمة في المصطلحاتية المعاصرة تتعلق بالأقاليم التي تُتحدث بها اللغات الأسترونيزية. وهكذا فإن أسترونيزيا تغطي مساحةً كبيرة جداً من الكرة الأرضية، والتي تُغطي تقريباً منطقة الجزر المحيطية التي تبدأ من مدغشقر باتجاه الغرب وتنتهي عند جزيرة القيامة نحو الشرق.

## الإقليم
«أسترونيزيا» تتكون من ثلاث تقسيماتٍ تقليدية، وهي:
- تايوان (فورموسا)
- جنوب شرق آسيا البحري
- أوقيانوسيا الأسترونيزية (ميكرونيسيا وميلانيزيا وبولنيزيا)

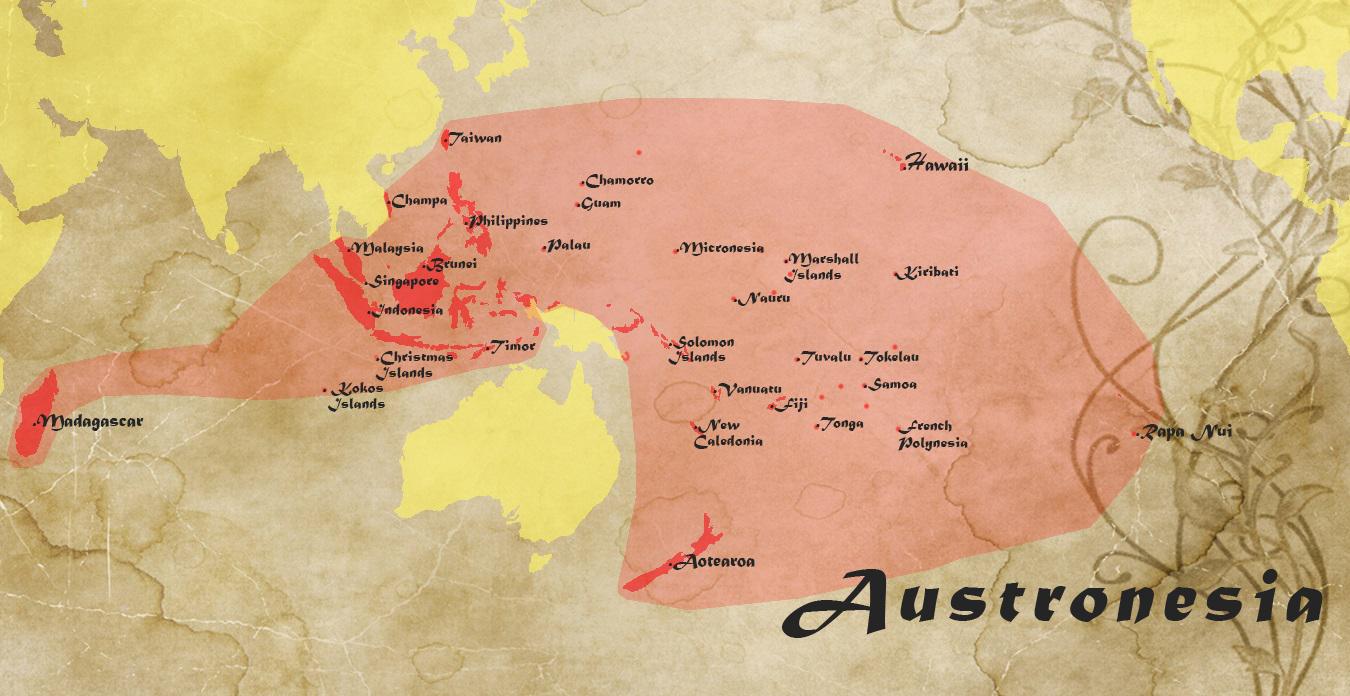
الإقليم حيث اللغات الأسترونيزية هي المحكية؛ حيث يمتد لأكثر من 200 درجة بالنسبة لخط الطول من مدغشقر إلى جزيرة القيامة.

## جنوب شرق آسيا البحري
يشمل جنوب شرق آسيا البحري كلاً من:
- بروناي
- تيمور الشرقية
- إندونيسيا
- ماليزيا
- الفلبين
- سنغافورة

ويشمل كذلك إقليم فطاني في تايلند، وكذا مناطق التشام في فيتنام، إضافةً إلى كمبوديا وجزيرة هاينان. أما الجزر المجاورة والتي يتكون سكانها من الأصل الملايووي بشكل كامل أو مختلط، والتي لا تُعَدُّ جزءاً من أرخبيل الملايو تتضّمَّنُ غينيا الجديدة وجزر الماريانا.

## جنوب آسيا
يتواجد الأورغ لاوت في شرق سريلانكا، وكذا في جزر أندمان.

## أوقيانوسيا

مجموعات الجزر الرئيسية الثلاثة في المحيط الهادئ:
ميلانيزيا
ميكرونيسيا
بولنيزيا

### ميكرونيزيا
يُشار دائماً إلى أن صياغة اسم «ميكرونيسيا» من الكلمتين اليونانيتين (μικρός νῆσοι) واللتان تعنيان «الجزر الصغيرة» بالعربية كان على يد جول دومون دو أورفيل عام 1832، ومع ذلك؛ فقد استُخدم الاسم قبل ذلك بعام من قِبَل دومني ديرينزي. وتنقسم ميكرونيسيا إلى ثمانية أقاليم، وهي:
- ولايات ميكرونيسيا المتحدة، ويشار لها أحياناً باسم «ميكرونيسيا» أو بالحروف الأولى من اسمها بالإنجليزية "FSM".
- جزر مارشال
- بالاو
- جزر ماريانا الشمالية
- ناورو
- جمهورية كيريباتي
- إقليم غوام
- إقليم جزيرة ويك

### ميلانيزيا
صاغ جول دومون دو أورفيل عام 1832 اسم «ميلانيزيا» من اللغة اليونانية ليعني «الجزر السوداء»، في إشارة إلى لون بشرة السكان فيها. وتتوزع ميلانيزيا على الأجزاء التالية:
- فيجي
- كاليدونيا الجديدة
- غينيا الجديدة، وتنقسم سياسياً بين إندونيسيا وبابوا غينيا الجديدة.
- جزر سليمان
- فانواتو
- جزر الملوك، سياسياً هي جزءٌ من إندونيسيا.
- جزر مضيق توريس، سياسياً هي جزءٌ من أستراليا.

كما أن هناك جزرٌ سكانها لهم أصول ميلانيزية، ولكنها ليست جزءاً من ميلانيزيا التقليدية، وهي:
- ناورو
- تيمور، تنقسم سياسياً بين إندونيسيا وتيمور الشرقية.
- مالوكو الشمالية، وهي جزءٌ من إندونيسيا.
- فلوريس، وهي جزءٌ من إندونيسيا.
- سومبا، وهي جزءٌ من إندونيسيا.

### بولنيزيا
صيغ اسم بولنيزيا على يد شارل ديبروس عام 1756 من المعنى اليوناني «الجزر الكثيرة»؛ في إشارةٍ إلى العدد الكبير من الجزر في هذه المنطقة من المحيط الهادئ، وقد استخدمه للإشارة إلى مجمل الجزر بما فيها ميلانيزيا وميكرونيسيا، وفي عام 1831 حصره جول دومون دو أورفيل على هذه المنطقة فقط. تتضمن بولنيزيا الأقاليم والبلدان التالية:
- ساموا الأمريكية، وهي ذات تبعية أمريكية.
- جزر كوك، وهي ذاتية الحكم، وفي اتحادٍ حر مع نيوزيلندا.
- جزيرة القيامة، تتبع تشيلي وتُسمى «رابا نوي» في لغة رابا نوي.
- فيجي (جزر لاو)
- بولينيزيا الفرنسية، وهي إقليمٌ تابعٌ لفرنسا.
- هاواي، وهي ولاية ضمن الولايات المتحدة.
- جزر لوايوتيه، وهي أراضٍ تابعة لكاليدونيا الجديدة التابعة لفرنسا.
- نيوزيلندا، وتسمى «أوتياروا» بالماورية.
- نييوي، أراضٍ ذاتية الحكم تابِعَةٌ لنيوزيلندا.
- روتوما، وهي جزيرة في أقصى شمال فيجي.
- ساموا، وهي دولةٌ مستقلة.
- جزيرة سواينز، وهي سياسياً جزء من ساموا الأمريكية.
- توكيلاو، وهي إقليمٌ تابع لنيوزيلندا.
- تونغا، وهي دولةٌ مستقلة.
- توفالو، وهي دولةٌ مستقلة.
- واليس وفوتونا، وهي إقليمٌ تابع لفرنسا.

إضافةً إلى هذه الجزر في منتصف المحيط الهادئ، فإن بولنيزيا تََضمُّ كذلك المكتنفات البولينيزية؛ وهي جزرٌ تُعتبر ثقافياً أو لغوياً من بولينيزيا، ولكنها جغرافياً جزءٌ من ميلانيزيا وميكرونيزيا. إنّ غالبية هذه الجزرِ جُزُرٌ صغيرة أو معزولة مثل رينيل وتيكوبيا في جزر سليمان.

## وصلات خارجية
- فنون جنوب شرق آسيا البحري، فهرس مفصل من متحف المتروبوليتان للفنون.